# Alfredo Binda
Alfredo Binda (11. srpna 1902 Cittiglio – 19. července 1986 tamtéž) byl italský profesionální cyklista. Rodák z lombardského Cittiglia vyrůstal v Nice, kde pracoval v rodinné stavební firmě jako fasádník, v roce 1925 se vrátil do Itálie a jezdil za tým Legnano. Pětkrát se stal celkovým vítězem Giro d'Italia (1925, 1927, 1928, 1929 a 1933), získal 41 etapových vítězství (v roce 1929 vyhrál rekordních osm etap v řadě) a v roce 1933 vyhrál vrchařskou soutěž. V roce 1927 se stal historicky prvním profesionálním mistrem světa v silničním závodě jednotlivců, titul získal ještě v letech 1930 a 1932, v roce 1929 obsadil třetí místo a v roce 1933 skončil šestý. Vyhrál čtyřikrát Giro di Lombardia (1925, 1926, 1927 a 1931), dvakrát Giro del Piemonte (1926 a 1927), dvakrát klasiku Milán - San Remo (1929 a 1931) a Giro del Veneto 1928, v letech 1926 až 1929 byl čtyřikrát za sebou mistrem Itálie v silničním závodě. Závodil také na dráze, v roce 1927 ve dvojici s Costantem Girardengem vyhráli šestidenní závod v Miláně. V roce 1930 se zúčastnil Tour de France, kde vyhrál dvě etapy, ale závod nedokončil. Kariéru ukončil po zranění nohy v roce 1936, po druhé válce se stal trenérem italské silničářské reprezentace, kterou dovedl ke čtyřem titulům mistrů světa. Byl uveden do Síně slávy světové cyklistiky a má vlastní hvězdu na chodníku slávy italského sportu na římském Foro Italico.

## Zajímavosti
- Profesionálními cyklisty byli i jeho bratři Albino Binda a Primo Binda.
- Kvůli jeho dominanci v italském pelotonu mu v roce 1930 pořadatelé Giro d'Italia zaplatili 22 500 lir za to, že se nezúčastní, aby byl závod pro diváky zajímavější.
- Ve Varese byl po něm pojmenován místní cyklistický klub Società Ciclistica Alfredo Binda.